# Keeps Gettin' Better
«Keeps Gettin' Better» —en español: «Cada Vez Mejor» o «Se Sigue Poniendo Mejor»— es el único sencillo del álbum de éxitos Keeps Gettin' Better - A Decade of Hits de la cantante estadounidense Christina Aguilera. Es el primer sencillo mundial lanzado desde «Candyman» durante el 2007, fue producida por Linda Perry, escrita por Christina Aguilera y Linda Perry.
Obtuvo críticas positivas, entre ellas: "...no es uno de los sencillos más remarcados de Christina, pero es un agradable cambio de lo que ella era en Back To Basics y hará más que sostener las ventas del álbum de éxitos"
«Keeps Gettin' Better» estuvo disponible en descarga digital desde el 9 de septiembre en la tienda iTunes en Canadá, Australia, Nueva Zelanda y en varios países europeos. Alcanzó el top diez en las listas de popularidad en países como: Estados Unidos y Canadá situándose en el número 7 de Billboard Hot 100 y número 4 de Canadian Hot 100 respectivamente. Además que en los Estados Unidos fue el más alto ingreso de la semana también el más alto debut de Aguilera en dicha lista. Se ha encontrado en el número 11 de las canciones más tocadas en las radios de pop Americanas. En cuando a las discos/antros de los Estados Unidos se ubicó en el número 7 de las más sonadas. Actualmente en dicho país la canción supera la cifra de 1 000 000 de ventas en formato digital, sin contar ventas físicas del sencillo.
El vídeo musical fue publicado en iLike el 27 de octubre. Pop Justice argumentó que "el vídeo que fue filmado por Peter Berg (Hancock) contará con Aguilera como Catwoman, pero el vídeo es un motín de los cambios de vestuario, makeovers, múltiples' escenarios' y Christina parece divertirse". Dicho vídeo está basado a historietas, cómics, etc. Se puede observar a Aguilera en diferentes papeles como de villana, súper héroe y víctima.
La primera presentación en vivo de "Kepps Gettin' Better" la hizo en los MTV Video Music Awards del 2008, con una introducción del tema "Genie 2.0" ("Genie in a Bottle" remezclado). Las siguientes presentaciones fueron hechas en un pequeño tour por Europa no transmitidas públicamente; primero en el evento Africa Raising en el Reino Unido, después en Ucrania y Emiratos Árabes Unidos. La última vez que hizo una presentación en vivo de la canción fue en los American Music Awards del 2008, donde la acortó ya que hizo un popurrí de varios de sus éxitos musicales.

## Antecedentes
| "Me inspiré mucho en el aspecto y la sensación del género [pop-art], Jane Birkin, sus Blondies, las mujeres que han venido antes de que lo han hecho tantas veces y también casi como un homenaje a ellos", explicó. "Además, al hablar de Warhol, Nico de la Velvet Underground... por lo que el sabor futurista de lo que está por venir y todo tipo de relaciones en un ambiente pop-art y el giro, con una mirada moderna".} ——Aguilera, MTV News. |

"Keeps Gettin 'Better" fue lanzado un año después de que Aguilera dio a luz a su primer hijo, Max. "Crecer a ser una mujer, una madre, es un momento muy diferente en mi vida, y también donde estoy musicalmente", dijo en una entrevista con MSN. A lo largo de su carrera Aguilera se ha caracterizado por sus re-invenciones. Señaló que con "Keeps Gettin' Better", ella deseaba "llegar a algo nuevo y fresco" llamando a la nueva era redefinido de su música "futurista". Aguilera dijo que el desarrollo de las nuevas incorporaciones que figuran en el registro fue influenciado por artistas como Blondie, Velvet Underground y Nico. Visualmente, los artistas Andy Warhol y Roy Lichtenstein fueron acreditados como influencias detrás del álbum de éxitos Keeps Gettin' Better: A Decade of Hits. Después de afirmar el tema del disco fuese futuristico, le dijo a MTV que la era tiene una "muy pop-art visualmente". Aguilera también afirmó que había sido "buceo profundo" en "electro, en particular" en el tiempo, teniendo en cuenta que había empezado conexiones a colaborar con artistas de la danza destacados: Goldfrapp y Ladytron. Mientras habla con MTV, Aguilera discute la influencia detrás de la pista y el álbum, ella dijo:
"Quería dar [los fans] un poco de adelanto de lo que vendrá [con el rendimiento VMA]. La vena del nuevo material es un sonido futurista lo que me está inspirando en este momento... Y tiene un pop de última sensación, visualmente, hay un recuerdo de Andy Warhol y de todos los colores y la vivacidad y atrevimiento brillante que era en ese arte. Soy un gran coleccionista de arte pop y el arte del grafiti en este punto también.

## Composición

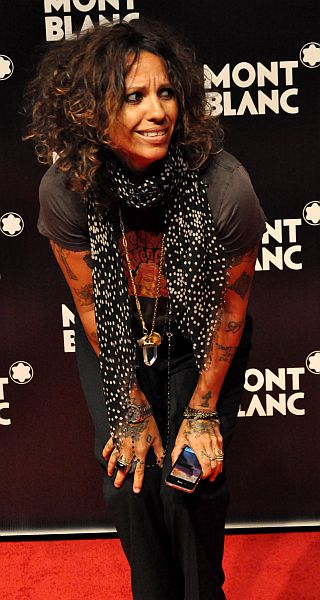
Linda Perry (imagen) ayudó en la lírica de la canción.

«Keeps Gettin' Better» es una canción electropop, escrita en la clave de Fa menor. La canción también ha sido señalada por The Times como un número «electro-glam». Descrita como un «muscular, percusión arena-ready» de la pista, la canción ha reunido comparaciones con las canciones «Supernature» de Goldfrapp y «Womanizer» de Britney Spears. Llamada también como un «ritmo electropop que comienza la pista»; cuenta con «sonidos de la era espacial», en respuesta a su concepto futurista, con una línea de sintetizador «palpitante» como la capacidad vocal de Aguilera en el tramo de pista de la nota de F3 a la nota de C5. Líricamente, los temas de empoderamiento de las mujeres y de ser un superhéroe son dominantes en la pista. Aguilera canta, «Hay días en que soy una súper perra». Las letras en realidad se derivan de la experiencia de Aguilera como su madre. Mientras habló con MSN, dijo;
«Después de tener a mi hijo, que es bastante sorprendente lo que las mujeres son capaces de hacer, estamos como súper chicos, lo hacemos todo: le damos al amor, le damos la leche por otro lado, estoy corriendo un negocio como correr mi carrera. Eso viene con ser etiquetado como una perra. Si eso es lo que voy a ser llamado por el ser asertivo y saber quién soy y lo que quiero en la vida, entonces que así sea. voy a usar esa etiqueta con orgullo. Para mí se trata de convertir la palabra en algo positivo».

## Lanzamiento
La canción «Keeps Gettin' Better» fue lanzada digitalmente el lunes 3 de noviembre de 2008 en el Reino Unido. La fecha coincidió con los lanzamientos digitales de los sencillos "Forgive Me" de Leona Lewis, "If I Were a Boy" de Beyoncé y "Womanizer" de Britney Spears. Los medios de comunicación británicos denominaron como «Super Monday» a aquel día, pues fue el día de los lanzamientos de los sencillos más esperados por los seguidores de las cuatro cantantes.

## Vídeo musical

### Antecedentes
Dirigida por Peter Berg y ha dicho que han sido influenciados por las películas, con la serie Minority Report y James Bond con lasus series en el vídeo musical concebido para mostrar Aguilera "a través del tiempo y de la moda en un homenaje a su carrera de 10 años", según una declaración de su entrevista. Popjustice vio el vídeo musical en curso el 22 de octubre de 2008 y se informó que el vídeo fue producido en una pantalla verde, pero el concepto del vídeo iba a ser Aguilera en una suite de edición pulsando varios de los botones, editando lo que es su propio vídeo musical. Aguilera, ella discutió la producción del vídeo, diciendo: "Me gustó mucho hacer el vídeo de "Keeps Gettin' Better", ser un artista al que le gusta jugar con diferentes looks, que era un montón de diversión para representar varios personajes dentro de la misma sesión". El vídeo musical se estrenó en iLike un servicio de música en línea. Popjustice dio al vídeo una crítica positiva diciendo: "El vídeo es un derroche de vestuario de varios cambios, cambios de imagen, varios "escenarios" y Christina aún parece mirar como si estuviera divirtiéndose. Tendríamos suerte de olvidar que el sencillo fue incluso saliendo, pero el vídeo lo que hace que todo parezca muy emocionante".

### Lanzamiento
A partir del 24 de octubre, se comenzó a estrenar en iLike el Behind The Scenes (Keeps Gettin´ Better (Behind The Scene)) de un día de grabación, que incluyó entrevistas cortas con Christina Aguilera (Keeps Gettin' Better: Behind the Scenes Part 1) (Keeps Gettin' Better: Behind the Scenes Part 2) (Keeps Gettin' Better: Behind the Scenes Part 3). El video musical hizo su debut en iTunes Store el lunes, y el 28 de octubre en TRL. El vídeo musical fue publicado en iLike el 27 de octubre.
Popjustice dijo, "El vídeo, que fue filmado por Peter Berg (Hancock) contará con Aguilera como Catwoman, pero el vídeo es un motín de los cambios de vestuario, makeovers, múltiples' escenarios' y Christina parece divertirse".

### Trama

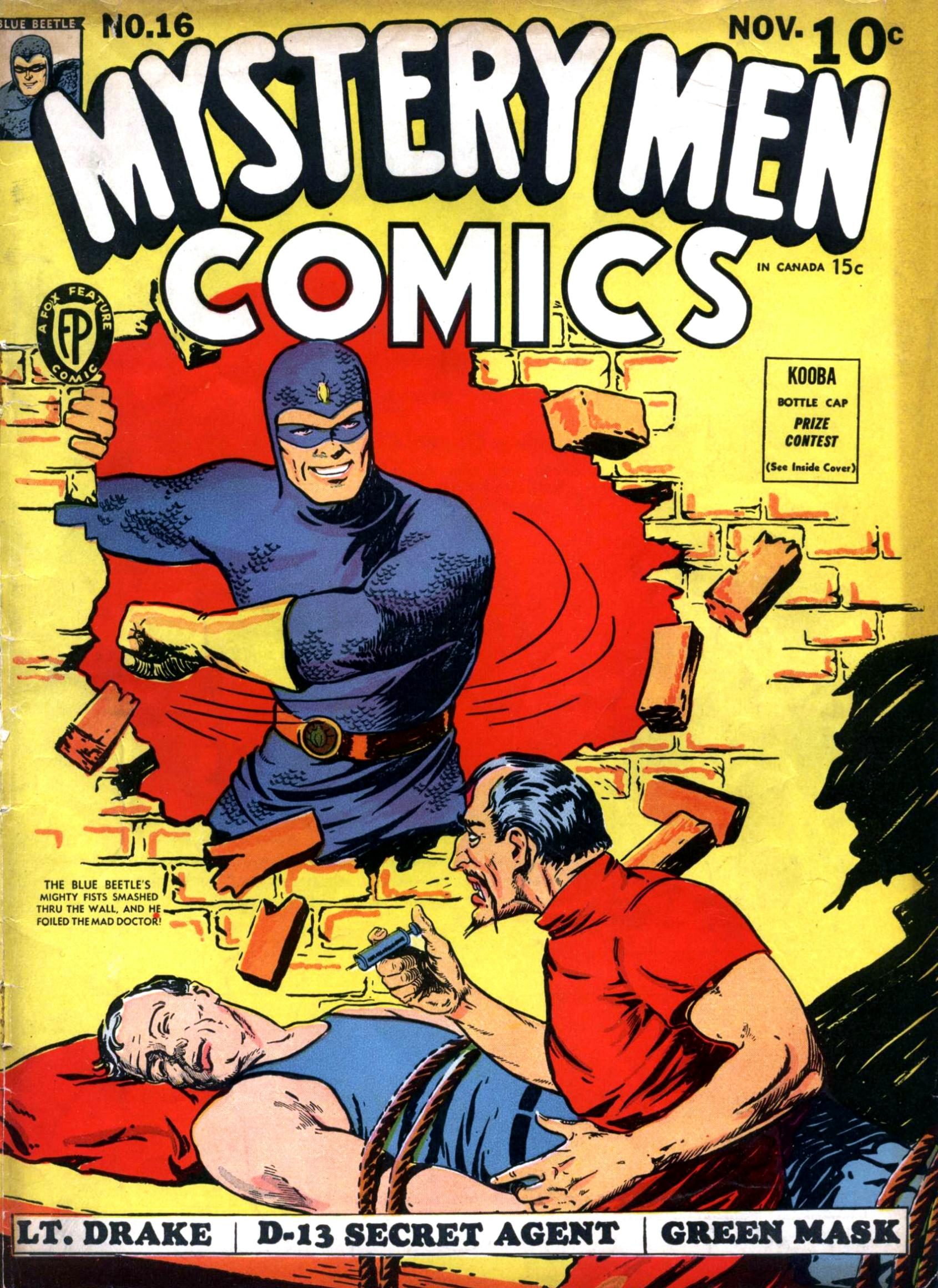
Aguilera se inspiró en cómics para el video de «Keeps Gettin' Better».

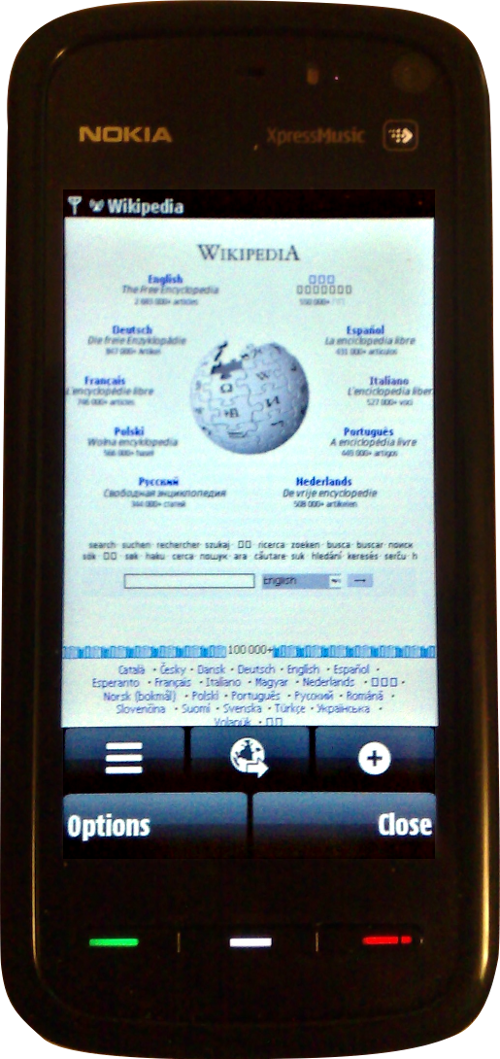
Aguilera utilizó un celular táctil Nokia 5800 XpressMusic (en la imagen).

El vídeo musical se inicia con colores, ondas digitales múltiples que luego se funden en una escena en la que Aguilera se sentó en una cabina de edición con vistas a un sonido y edición de la pantalla donde ella tiene acceso. Ella al pulsar los botones intermitentes, varias pantallas grandes frente de la mesa y corresponden a la elección de botón seleccionado. Las primeras imágenes que se muestran de Agilera en las pantallas disponen de Aguilera como: Catwoman (mujer-caricatura), un personaje de cabello azul futurista, una mujer hippie de 1960 antes de centrarse en el personaje inspirado en los años 60. El personaje aparece rubia que sostiene una vieja filmando escenas de moda de mano cámara de vídeo de los edificios de gran altura, a la vez que muestra fotos de Aguilera edición de la proyección en pantalla. El carácter inspirado hippie rubia se ve entonces en un segundo escenario, y anda en bicicleta a través de un campo de flores, en ocasiones realizan movimientos de baile de la canción y la sincroniza con los labios.
Aguilera hace luego utiliza un teléfono de pantalla táctil Nokia 5800 XpressMusic, teléfono del bolsillo que muestra la imagen de un personaje de pelo azul futurista (ella misma), después de producir una escena de un coche convertible, se introduce el carácter del teléfono en la pantalla en el coche y se muestra entonces conduciendo. Aguilera produce siluetas arriba de una motocicleta vestida con un traje ajustado de cuero con orejas de gato, también relámpagos dispara de sus manos hasta que en otra escena con el mismo carácter de la muestra junto a una moto negro con una pistola. Se presentan disparos tanto del personaje de pelo azul y de la mujer en la motocicleta a una escena con una Aguilera rubia que se mueve dentro de la cabina acompañadas de ondas digitales multicolores, antes de tomas del estilo de carácter de la mujer de catwoman en una moto, disparando el arma. Disparos de las diferentes escenas, incluyendo una de Aguilera en el mostrador acompañado por un robot de juguete se muestran terminando como Aguilera con las pantallas apagándose.

## Recepción

### Crítica

La revista estadounidense Billboard comentó que ""'Keeps Gettin' Better' no tendrá problema en acompañar al rico catálogo de éxitos de la cantante.

El sencillo ha recibido críticas mixtas. La revista Billboard escribió: "El nuevo sencillo «Keeps Getting Better», que avisa el lanzamiento en exclusiva de la tienda Target de "A Decade Of Hits", muestra a una Aguilera en modo electropop a lo Goldfrapp, transformándose en una súper chica sensual. Aunque no haría material valioso para hacer el álbum interesante, la emocionante interpretación que hizo de la canción en los MTV Video Music Awards muestra a un artista que sabe cuando es tiempo de cambiar. De nuevo en equipo con la incomparable Linda Perry, "Keeps Gettin' Better" no tendrá problema en acompañar al rico catálogo de éxitos de la cantante".
El crítico británico Nick Levine comentó por medio del sitio web Digital Spy: "...no es uno de los sencillos más remarcados de Christina, pero es un agradable cambio de lo que ella era en Back To Basics y hará más que sostener las ventas del álbum de éxitos" Por otro lado, el sitio de internet about.com la calificó con 3/5, y según en su opinión: "La canción es divertida y agradable, pero no está a la altura de la impresionante calidad de sus mejores esfuerzos."
Al siguiente día de la presentación en la premiación MTV Video Music Awards 2008, el sitio mtv.com relató: "Christina Aguilera se presentó vestida en un ajustado traje de cuero negro que se mostraba como una segunda piel, con un brazalete plateado, una máscara negra de gato y el pelo rubio-platino. Colocándose en una torre de cajas de cristal y con luces de neón, Christina dio un vistazo al futuro en una sacudida eléctrica de la nueva versión de su primer éxito, «Genie in a bottle», antes de pasar a otro brillante escenario y presentarse como una nueva "Goldfrapp" al ritmo de su bailable techno, «Keeps Gettin' Better»."

### Comercial
El 21 de septiembre entra en la lista Australian ARIA Charts en el número 26. Ha tenido un buen comportamiento en el chart Canadian Hot 100: Debutó en el número 16, una semana después es marcada como "Greatest Airplay, Sales Gainer" moviéndose hasta el número 4, y alcanzando el número 2 en la tienda digital Canadian iTunes Store. El 30 de septiembre, es lanzada en la tienda digital iTunes Store en Estados Unidos, ingresando al número 7 en menos de unas cuantas horas, y alcanzando el número 2 en la lista de iTunes Top 100 songs. Logró vender 343,895 descargas legales en la primera semana, suficientes para que entrara al número 3 en la lista Hot Digital Tracks y número 5 en el Hot Digital Songs de la revista Billboard, acumulando hasta ahora una aproximación de 5 millones de descargas digitales.
«Keeps Gettin' Better» se ha encontrado en el número 11 de las canciones más tocadas en las radios de pop Americanas.
En las lista estadounidense Billboard Hot 100 entra en el número 7 en la semana del 18 de octubre del 2008, siendo el más alto ingreso de la semana, y es también el más alto debut de Aguilera en la lista Hot 100. Según Nielsen SoundScan, hasta septiembre de 2012, «Keeps Gettin' Better» vendió 1 100 000 descargas en Estados Unidos, donde se convirtió en uno de los sencillos más vendidos de Aguilera en formato digital.

## Presentaciones en vivo

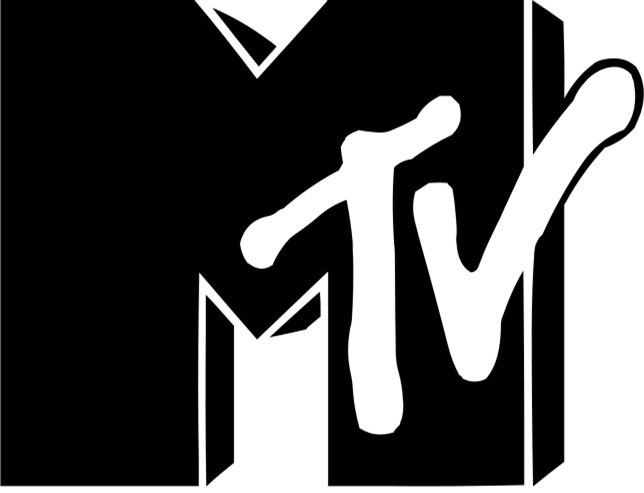
Aguilera interpretó por primera vez la canción en MTV Video Music Awards 2008, con una coreografía energética.

En una conferencia de prensa en Paramount Studios en Los Ángeles, Aguilera confirmó que se presentará en los MTV Video Music Awards 2008. Se refirió a lo que su hijo recién nacido, Max, para ver la actuación, diciendo: «Esta será la primera vez que me mirará realizando una presentación en la televisión, pero sólo por un tiempo porque realmente no puede ver la televisión todavía. Voy a hacer una excepción para los Video Music Awards». Aguilera discute el concepto de la actuación de antemano diciendo «Usted va a tener una primera mirada y una primera escucha en mi nueva imagen y mi nuevo sonido». «El estilo de mi último álbum, y el sonido estaba en glamur-clásico, éste tiene que ver con el futuro», concluyó. La actuación comenzó con Aguilera de pie en una torre de cajas de luces de neón, cantando «Genie 2.0», mientras que llevaba un traje de cuero ajustado al cuerpo y accesorios con brazaletes de plata, una máscara de gato negro de cuero negro, capa y pelo rubio platino. Entonces, ella comenzó a interpretar «Keeps Gettin' Better». Nick Levine de Digital Spy llamó el rendimiento «descarado, hábilmente-coreografía».

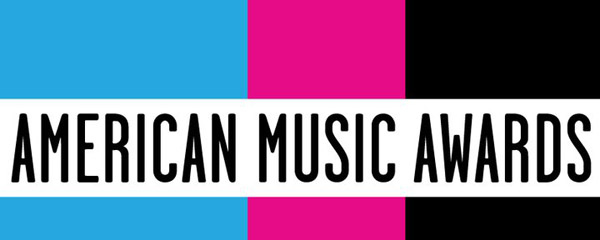
Christina Aguilera se presentó en los American Music Awards para interpretar la canción.

Las siguientes presentaciones fueron hechas en un pequeño tour por Europa no transmitidas públicamente; primero en el evento Africa Raising en el Reino Unido y después en Ucrania y Emiratos Árabes Unidos. La última vez que hizo una presentación en vivo de la canción fue en los American Music Awards del 2008, donde la acortó ya que hizo un medley/popurrí de varios de sus éxitos musicales como «Beautiful», la canción antes mencionada, «Genie in a Bottle», «Dirrty», «Ain't No Other Man» y «Fighter» respectivamente, dicha actuación fue muy aclamada por críticos de música.

## Formato
Digitales
| CD single |                                       |          |  |
| N.º       | Título                                | Duración |  |
| 1.        | «Keeps Gettin' Better»                | 03:03    |  |
| 2.        | «Keeps Gettin' Better (Instrumental)» | 03:03    |  |

| iTunes Digital single |                                                             |          |  |
| N.º                   | Título                                                      | Duración |  |
| 1.                    | «Keeps Gettin' Better»                                      | 03:03    |  |
| 2.                    | «Keeps Gettin' Better (Tom Neville's Worse For Wear Remix)» | 07:27    |  |

## Posiciones

### Listas semanales
| Lista (2008–2009)                     | Máxima posición |
| ------------------------------------- | --------------- |
| Alemania (Offizielle Deutsche Charts) | 14              |
| Australia (ARIA)                      | 26              |
| Austria (Ö3 Austria Top 40)           | 15              |
| Canadá (Canadian Hot 100)             | 4               |
| European Hot 100                      | 29              |
| Estados Unidos (Billboard Hot 100)    | 7               |
| Estados Unidos (Mainstream Top 40)    | 11              |
| Estados Unidos (Hot Dance Club Songs) | 7               |
| Estados Unidos (Adult Top 40)         | 21              |
| Eslovaquia (Rádio Top 100)            | 13              |
| Irlanda (IRMA)                        | 14              |
| Italia (FIMI)                         | 12              |
| Japón (Japan Hot 100)                 | 17              |
| Nueva Zelanda (Recorded Music NZ)     | 36              |
| Reino Unido (UK Singles Chart)        | 14              |
| Suiza (Schweizer Hitparade)           | 21              |

## Certificaciones
| País           | Organismo certificador | Certificación    | Ventas certificadas | Simbolización | Ref.   |
| -------------- | ---------------------- | ---------------- | ------------------- | ------------- | ------ |
| Australia      | ARIA                   | disco de oro     | 35 000              |               | [ 47 ] |
| Estados Unidos | RIAA                   | disco de platino | 1 000               |               | [ 48 ] |

## Créditos
1. Productor: Linda Perry
2. Escritores: Christina Aguilera, Linda Perry
3. Instrumentos y programación: Linda Perry
4. Programación de bajos: Marc Jameson
5. Ingeniería: Linda Perry at Kung Fu Gardens, North Hollywood, CA
6. Publicado por: Xtina Music / Universal Music - MGB Songs (BMI)